# 조중우의교
조중우의교(朝中友誼橋, 중국어 정체자: 中朝友誼橋, 간체자: 中朝友谊桥, 병음: Zhōng Cháo Yǒuyíqiáo, 문화어: 조중친선다리)는 조선민주주의인민공화국 신의주시와 중화인민공화국 단둥(단동)을 연결하는 다리이다. 압록강변에 위치해 있으며 차량과 보행자도 통행할 수 있다. 대한민국에서는 구 명칭인 압록강철교(鴨綠江鐵橋)로도 불린다.

## 상세
1911년 안둥 방향 4번째 경간에 대형선박 통과를 위한 회전식 개폐 장치가 갖추어진 단선 철교로 개통되었고 1943년 압록강 상류 쪽에 복선 철교가 개통되었다. 재래교는 1950년 한국 전쟁 때 파괴된 상태로 보존되어 있으며 복선 철교는 1990년 중화인민공화국과 조선민주주의인민공화국 양국 간의 합의로 압록강 철교에서 현재의 명칭으로 개명하였다. 재래교는 압록강 단교(중국어 정체자: 鴨綠江斷橋, 간체자: 鸭绿江断桥, 병음: Yālù jiāng duànqiáo)로 불리며 중화인민공화국 당국은 자국에서 조선민주주의인민공화국을 전망할 수 있는 관광지로 개발되었다.

## 사진

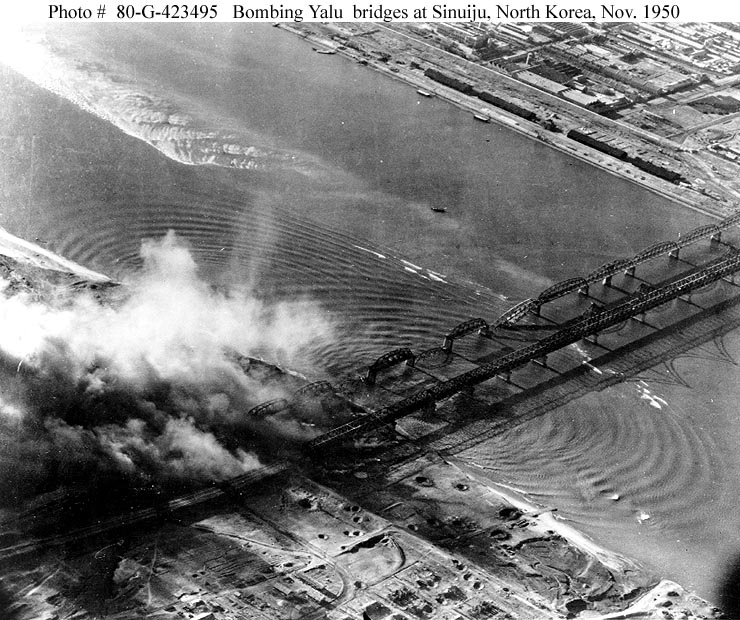
1950년 11월 미국 공군기의 공습으로 파괴된 압록강 철교 (훗날 압록강 단교가 됨)
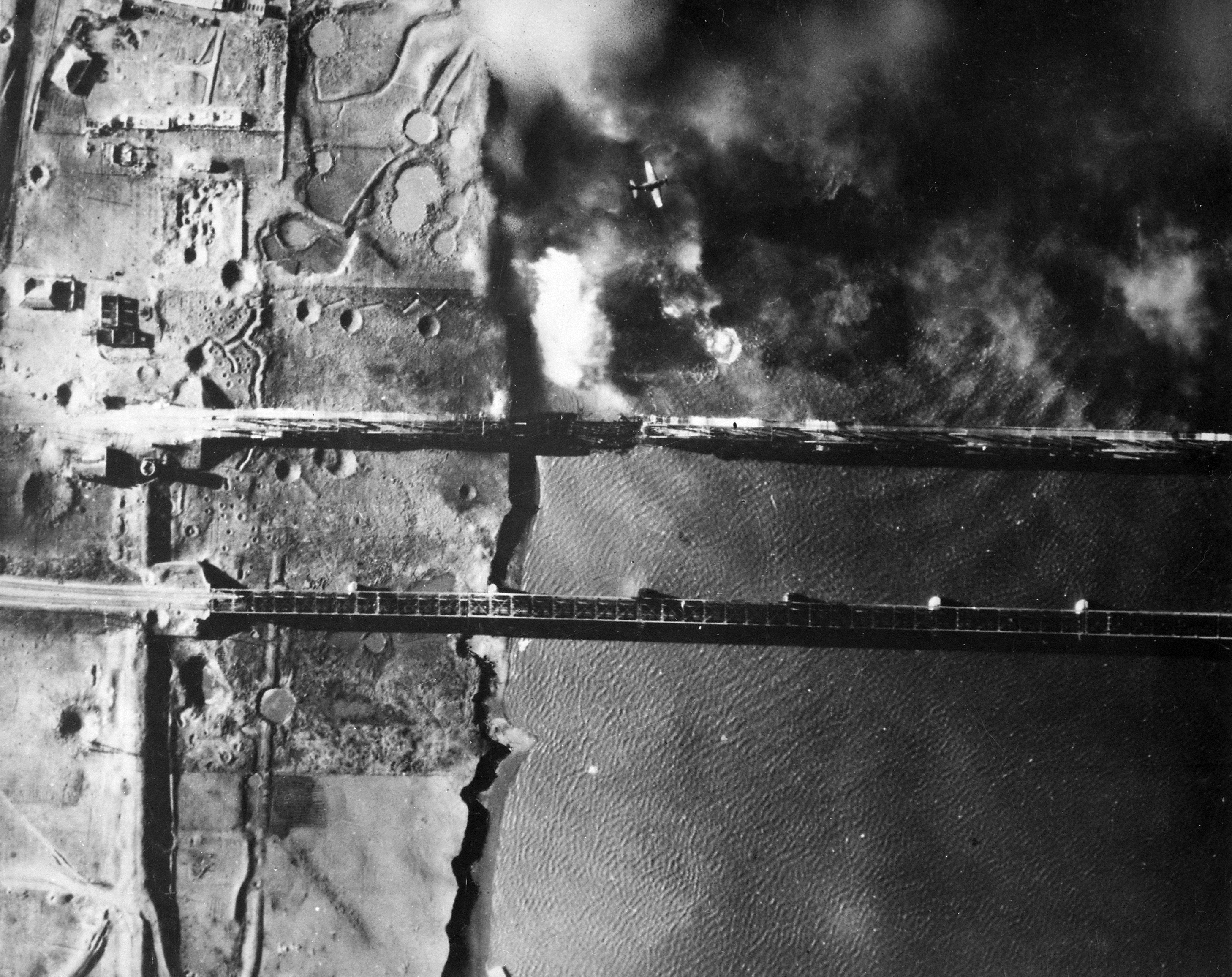
압록강철교 폭격 항공사진
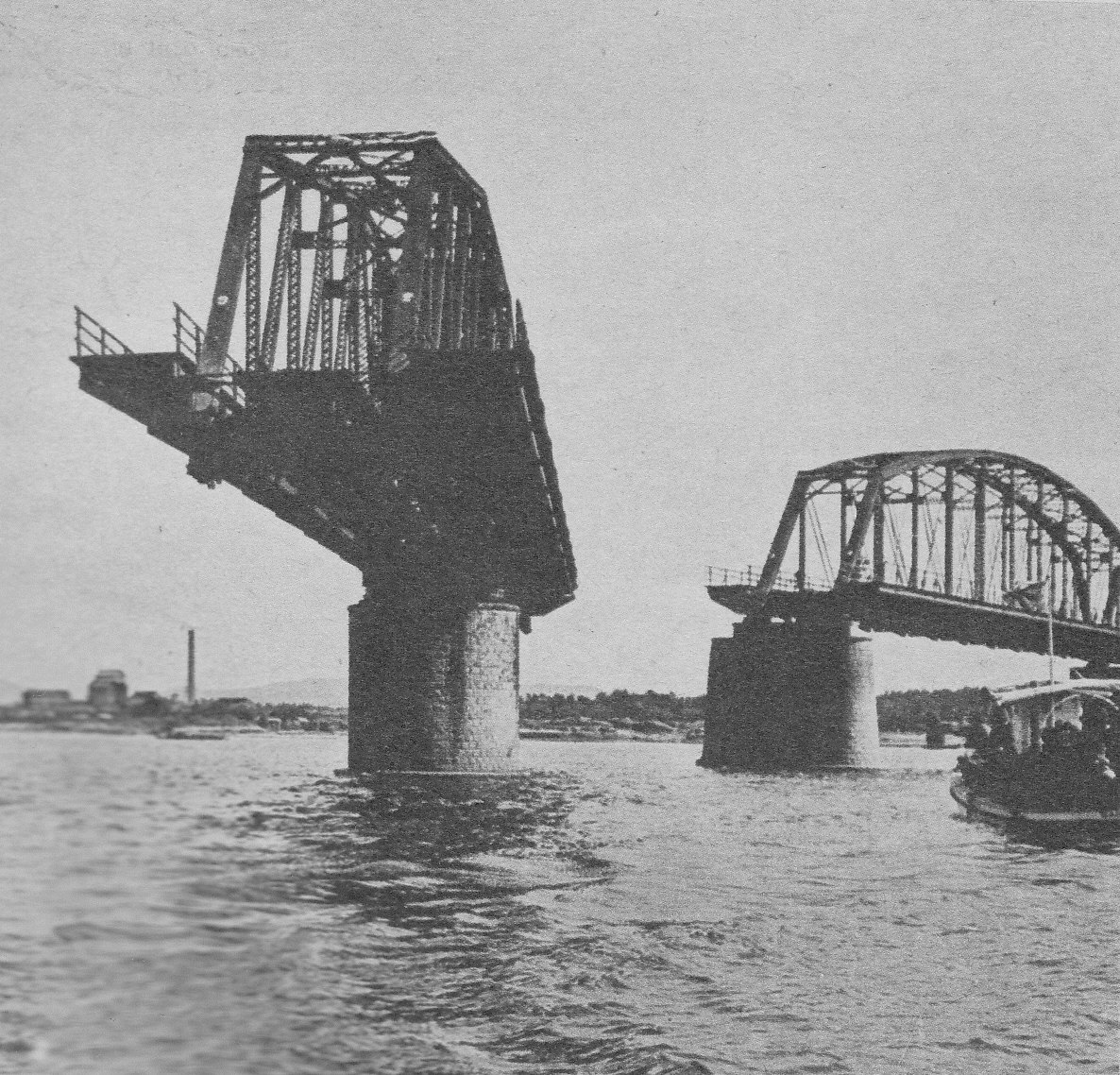
폭격 이후 압록강철교
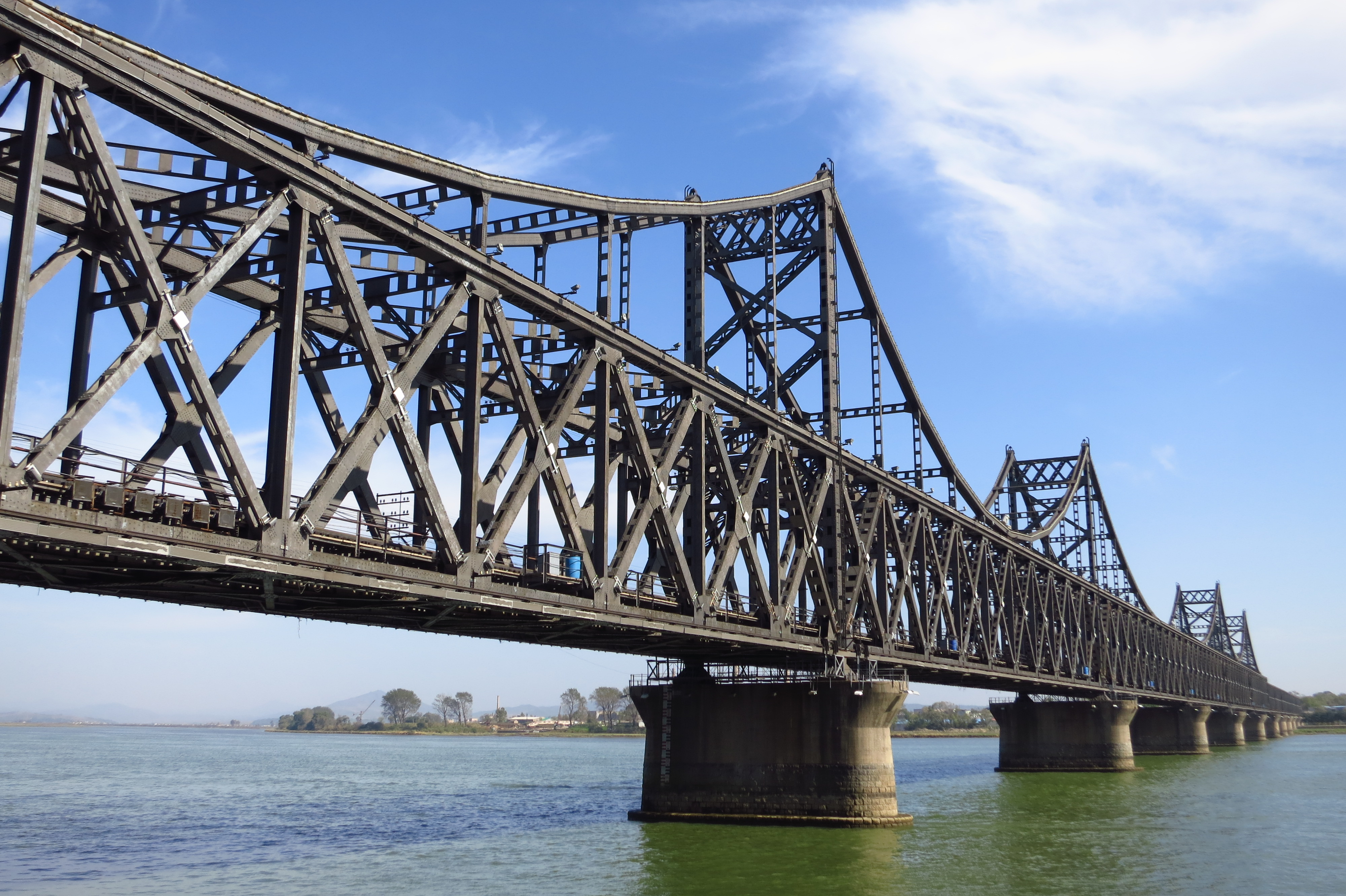
단둥에서 바라본 압록강철교(1)
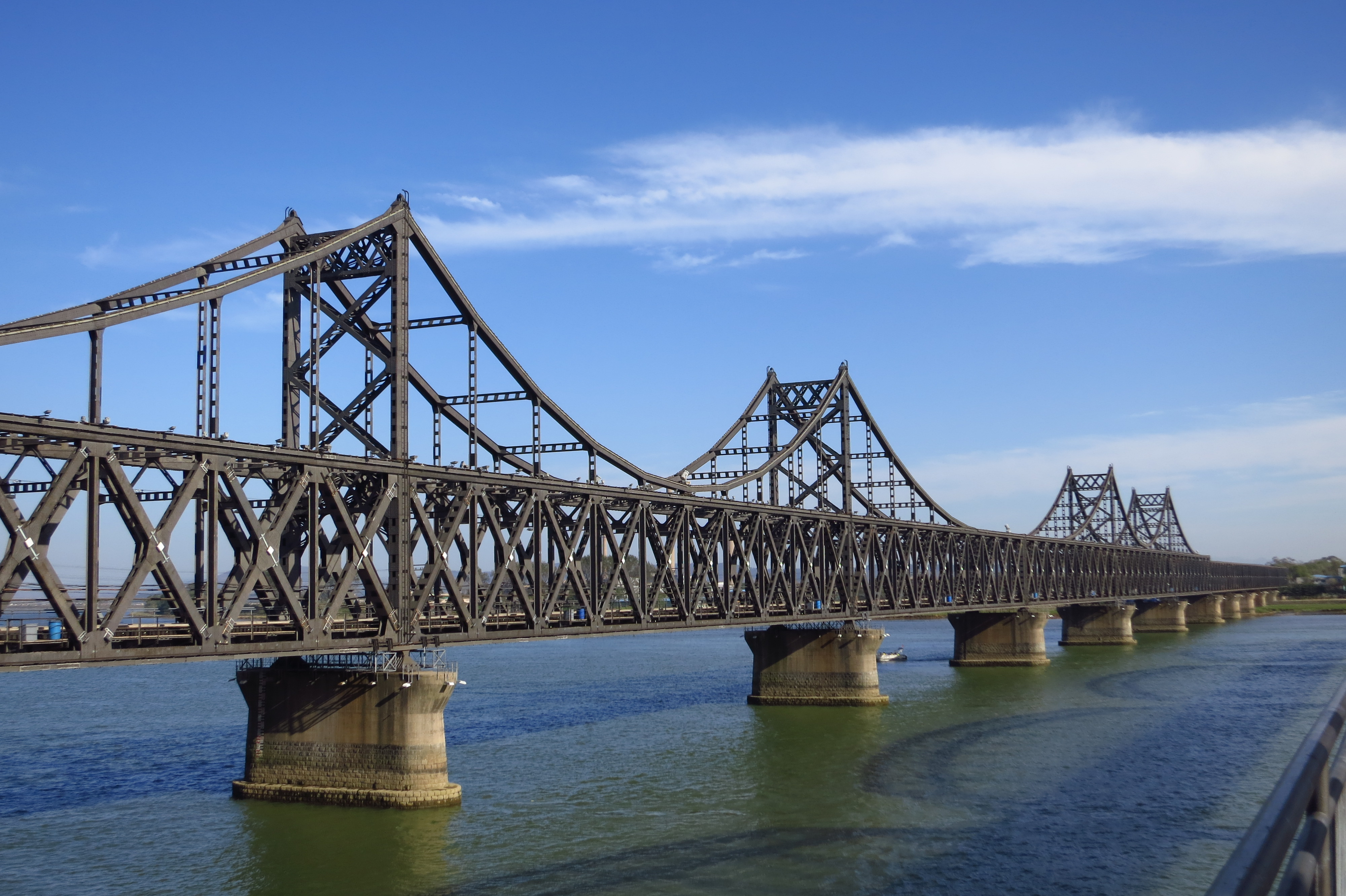
단둥에서 바라본 압록강철교(2)
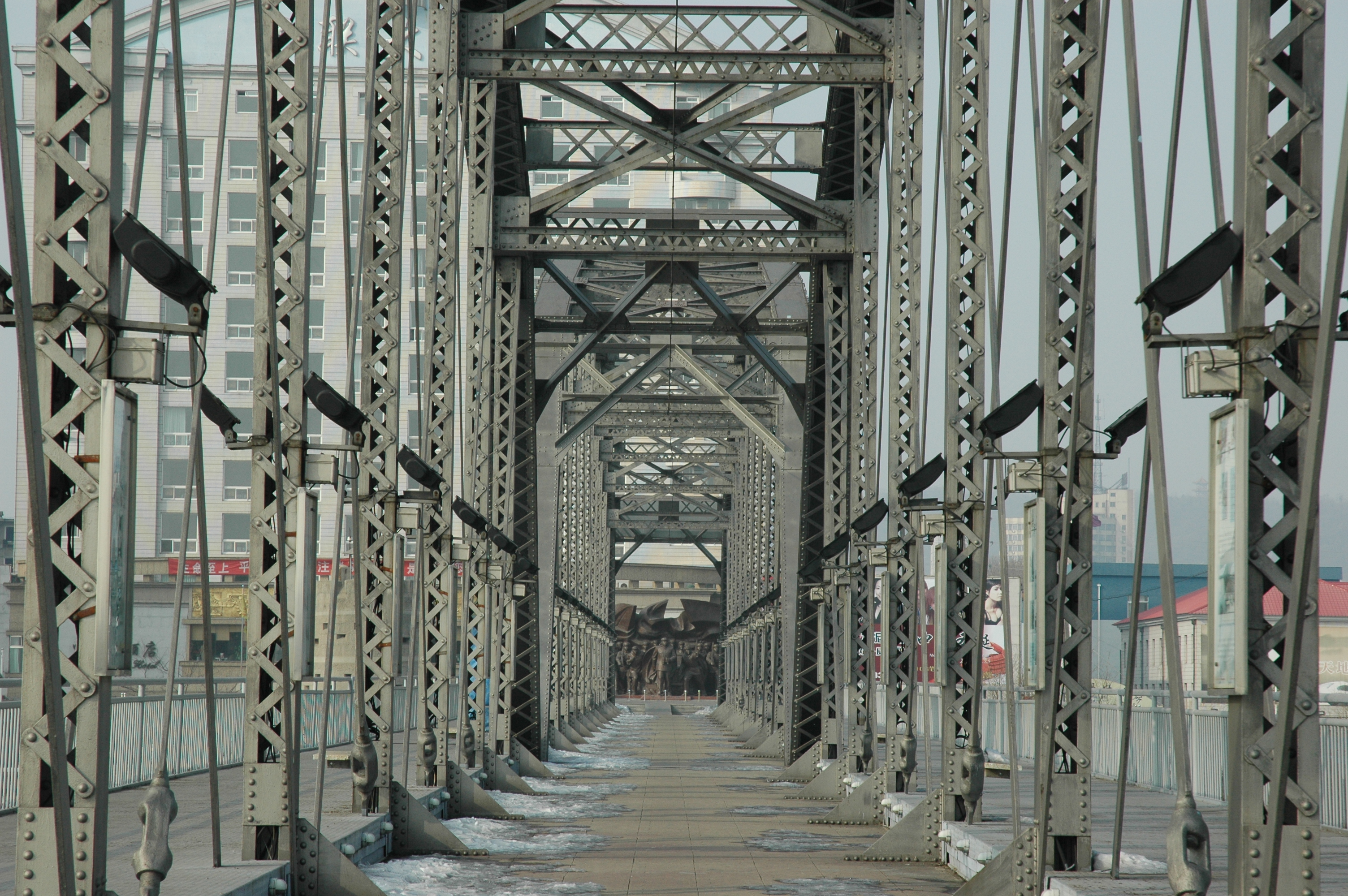
조중우의교 보행교

## 같이 보기
- 조선민주주의인민공화국의 대외 관계
- 신압록강대교
- 도문국경대교
- 두만강대교